# 福尔摩斯冒险史
《福爾摩斯冒險史》（英語：The Adventures of Sherlock Holmes，又译《福爾摩斯辦案記》）是亞瑟·柯南·道爾所創作的第一本短篇小說合集，共收錄12篇短篇小說，整本小說圍繞在偵探夏洛克·福爾摩斯的辦案經歷。該合集於1892年10月14日首次發布；其中各短篇小說在1891年7月至1892年6月期間，以每月連載形式於《河岸杂志》中出版。這些短篇小說的出版順序並未依照案發時間來排列，而所有短篇中皆全部登場的人物只有夏洛克·福爾摩斯和約翰·華生博士2人；另外，所有短篇都是以華生的第一人稱敘述角度來撰寫。
總體來說，《福爾摩斯冒險史》系列試圖點出社會上的不公正面，福爾摩斯被描述成提供社會一種新奇且更公平，以及富有正義感的另類管道。這些短篇在出版後受到大眾喜愛，同時提升了《河岸杂志》的訂閱量，促使道爾能夠為他下一篇創作要求更多酬勞。雖然艾琳·艾德勒僅在第一則短篇《波希米亞醜聞》登場一次，但在現代福爾摩斯改編作品中卻轉變為一名重要的角色，並且通常被描述成福爾摩斯所愛慕的人。柯南·道爾在1927年向《河岸杂志》公布他所喜愛的12篇福爾摩斯著作，其中有4篇收入在本系列中，同時他把《花斑帶探案》列為他最喜愛的小說創作。

## 背景
亞瑟·柯南·道爾在1870年代於愛丁堡大學學習醫學時便開始創作作品，他的第一篇小說《赛沙沙山谷之谜》（英語：The Mystery of Sasassa Valley）於1879年9月時出版。在第一篇小說出版8年後，道爾完成福爾摩斯系列第一部長篇小說《血字的研究》，此作品由沃德·洛克公司出版。儘管《血字的研究》非常受到歡迎，但是道爾得到的酬勞卻很少。當續集《四簽名》在《理本科特月刊》出版後，道爾開始將注意力轉移到短篇小說上。1891年初期，《河岸杂志》第一任編輯赫爾伯特·格里豪治·史密斯在創立月刊初期，收到道爾投稿的2篇小說。史密斯後來描述當他看完小說後，第一個反應是：「我立刻意識到，這是自愛倫·坡以來最偉大的短篇小說家。」最初的作品《波希米亞醜聞》於1891年7月在《河岸杂志》出版，隨後受到大眾喜愛，雜誌的銷售量也表現亮眼；道爾之後以1則30畿尼的酬勞，連續出版12則短篇小說。所有作品在1891年7月至1892年6月間以每月連載的型式，陸續刊登在月刊上，隨後這12篇小說被收集成冊，於1892年10月14日由《河岸杂志》出版人喬治·能內斯發行，並命名為《福爾摩斯冒險史》。本書在英國共印刷1萬份初版，在美國則由哈伯兄弟發行4500份初版印刷。

## 故事

### 概述
《福爾摩斯冒險史》主要以夏洛克·福爾摩斯的助手約翰·華生第一人稱敘述角度來撰寫，這也是福爾摩斯探案系列的常用撰寫方式，之後的系列也僅有4篇不是以華生的角度敘述。《牛津國家人物傳記大辭典》一書內紀載亞瑟·柯南·道爾本人在撰寫《福爾摩斯冒險史》時，試圖點出社會上不公平的一面，例如國王背叛歌劇演唱家、繼父為了金錢偽裝成情人來欺騙自己的養女、一名貴族慣犯利用一位經營不善的當舖老闆犯罪、一名乞丐在肯特郡擁有一座廣大的莊園。道爾同時表明他將福爾摩斯在這系列的短篇小說描述成一位在官方無能與貴族特權的不公正世界中，為社會提供另一種既新奇又公正的管道。柯南·道爾在1927年向《河岸杂志》公佈他所喜愛的12篇福爾摩斯著作，其中4篇收入在《福爾摩斯冒險史》中，依序分別為他本人最喜愛的花斑帶探案，以及紅髮會（第2名）、波希米亞醜聞（第5名）、五枚橘籽（第7名）。本著作在1929年時被蘇聯政府認為是神秘主義創作而被禁止發行，但當地以禁書模式於黑市秘密銷售，廣受大眾好評，最後蘇聯政府於1940年取消本書的禁售令。

### 短篇
| 標題           | 出版日期   | 大要 | 附註          |
| -------------- | ---------- | --- | ------------- |
| 波希米亞醜聞   | 1891年7月  | 波希米亞國王雇用福爾摩斯收回一張醜聞照片，這張照片有著國王與斯卡拉歌劇院首席演唱家艾琳·艾德勒的合照畫面，要是這一事件遭到揭漏，將使國王與斯堪地那維亞王國公主的婚事告吹。福爾摩斯在偽裝潛伏時，發現艾琳與她真正喜愛的男人結婚。後來為了尋找照片的藏匿處，以拋磚引玉的計畫破解難題。然而當福爾摩斯和國王準備來取回照片時，艾琳早已洞破福爾摩斯的計謀，並帶著照片逃離英國，僅留下一封給福爾摩斯的信，以及一張她自己的肖像照給國王。在福爾摩斯的請求下，國王允許他保留艾琳的肖像照作紀念。 | [ 10 ] [ 11 ] |
| 紅髮會         | 1891年8月  | 當鋪老闆傑貝茲·威爾遜向福爾摩斯前來諮詢，聲稱他從一家名叫紅髮會團體獲得一個輕鬆職缺，而錄取標準僅因他有一頭紅髮。在錄取後，傑貝茲每天都有很長一段時間不在店鋪內，而他在紅髮會職務僅是簡單地抄寫大英百科全書。8個星期後，紅髮會突然因不明原因而宣布解散。福爾摩斯帶著華生在傑貝茲的當鋪附近進行一番調查後，聯繫一名警探與附近一家銀行的經理，並躲在該銀行的地下金庫準備逮捕犯人。最後，2名從地道出來的犯人立刻被眾人逮捕，並得知他們將威爾遜調離當鋪，以便能安心地挖掘地道。 | [ 12 ]        |
| 身分之謎       | 1891年9月  | 瑪麗·蘇瑟蘭小姐違背其繼父溫迪班克的意願，私下與一名紳士霍斯默·安格爾訂婚，並與她發誓不管發生任何事情，都要永遠忠實於他。然而就在訂婚當日清晨，霍斯默消失在前來教堂的路途上。福爾摩斯在聽完案件敘述後，推斷是瑪麗的繼父偽裝霍斯默，目的是為了阻止瑪麗與他人婚嫁，從而保有他對瑪麗的財產保管權。儘管案件偵破，但福爾摩斯並沒有告知蘇瑟蘭實情，並引用一句波斯諺語聲稱她不會相信這結果。福爾摩斯在蘇瑟蘭離去時早已勸告她往後不要把這件事放在心上，但蘇瑟蘭卻回應她會一直忠實於霍斯默。 | [ 13 ]        |
| 波士堪谷奇案   | 1891年10月 | 當查爾斯·麥卡錫謀殺案發生後，查爾斯的兒子詹姆斯·麥卡錫成為此案的嫌犯，然而因有人認為詹姆斯是清白的，並向接手此案的雷斯垂德探長要求向福爾摩斯求助，迫使雷斯垂德探長向福爾摩斯提出邀請函。查爾斯·麥卡錫與另一名當地仕紳約翰·透納在澳大利亞認識，並且在歸國後比鄰而居。約翰·透納的女兒愛麗絲·透納聲稱詹姆斯是清白的，同時猜測案發前麥卡錫父子是在為她們倆的婚事爭吵。福爾摩斯接下來前往探問詹姆斯，隨後又到案發現場調查，推斷出當時有第三名男子在場。意識到福爾摩斯已經解決這個案子後，約翰·透納前來坦承犯案，同時揭露查爾斯利用他早期的犯罪經歷而持續勒索之。福爾摩斯最終沒有透露出此案真正的犯人，但由於案發現場有第三人在場的證據，詹姆斯最後無罪釋放。                                                                                   | [ 14 ]        |
| 五枚橘籽       | 1891年11月 | 約翰·奧本蕭先生向福爾摩斯供述，他的伯父在1883年收到一封夾帶五枚橘籽並標有K.K.K.的信件後2個月就離奇死亡。他的父親在1885年時也收到一封一樣的信件，然後收到信件的3天後就不明原因喪生。約翰·奧本蕭本人在2年多後又收到同一封信件，因此前來向福爾摩斯求助。福爾摩斯聽完供述後，要求約翰盡快遵從信上的吩咐做事，然而約翰在返回途中就遭殺害。隨後福爾摩斯依照約翰伯父遺留下來的機密文件當線索，查出這些是與3K黨有關的機密檔案，故連續引來殺機。後來福爾摩斯更推斷兇手是在一艘帆船上航行，之後他依照兇手的寄信方式回函，欲以此逮捕之，但兇手搭乘的船隻在海上失踪，永遠無法收到福爾摩斯寄去的信件。 | [ 15 ]        |
| 歪嘴的人       | 1891年12月 | 一位受人尊敬的商人奈維爾·聖克萊失踪多日，他的妻子聖克萊夫人聲稱她在鴉片館樓上的窗口看到了奈維爾。聖克萊夫人帶著警察迅速衝上樓到那房間，但發現裡面只有一名叫休·布恩的乞丐，而這名乞丐堅決否認他與奈維爾·聖克萊有過任何關係。奈維爾的衣物隨後在房間內被發現，而他的上衣被裝滿了錢幣，沉在泰晤士河底下。休·布恩之後被逮捕，眾人以為奈維爾·聖克萊已遇害，但過了幾天後，聖克萊夫人收到一封她丈夫署名的一封信，從而推翻奈維爾·聖克萊遇害的假設。福爾摩斯經過一夜的沉思後，終於證實乞丐休·布恩實際上是奈維爾·聖克萊偽裝的。奈維爾·聖克萊最後坦承他發現作為一名乞丐比原先正職工作能賺更多的錢，因此一直以雙重身份過活著。 | [ 16 ]        |
| 藍柘榴石探案   | 1892年1月  | 一顆藍柘榴石在世界旅館的套房內失竊，警方隨後很快地逮捕一名有前科紀錄的嫌犯。同一時間，福爾摩斯友人門警彼得森撿到一名不失是誰遺留的一隻鵝及一頂帽子，接著在那鵝的肚子裡發現被竊的藍柘榴石。福爾摩斯首先尋得這隻鵝的主人，但很快地確定他與這件事毫無關係。隨後前往一家酒館，接著又轉往推銷鵝的考文特莊園，但莊園的推銷商拒絕透漏鵝的來源。然後福爾摩斯發現有另外一個人也在打聽這些鵝的來源，後來得知這名打聽的人是世界旅館經理。這名經理最後坦承是他偷竊了藍柘榴石，而福爾摩斯事後也放走了犯人，因為他認為把一個人送進監獄可能會使他變成一名罪犯。 | [ 17 ]        |
| 花斑帶探案     | 1892年2月  | 海倫·史東納小姐與一名男性訂婚，然而這時她所住的房屋正要修繕，迫使海倫只能搬到她姐姐茱莉亞的臥室，而茱莉亞已經在兩年前的婚禮前夕，因不明原因而死在這間臥室內。隨後海倫聽到與茱莉亞死前一樣的口哨聲，擔心有人要殺害她。福爾摩斯調查後發現海倫兩姐妹的母親在去世後遺留一大筆遺產給她的繼父詹姆斯·羅伊洛特，但是當兩姐妹結婚後就必須從這遺產分一部份給她們。隨後，福爾摩斯在調查茱莉亞的臥室時發現一道怪異的通風口以及一個毫無作用的房鈴繩等。為了探究案情真相，他與華生在深夜裡埋伏於茱莉亞的臥室，當口哨聲再度響起時，福爾摩斯立刻用藤鞭攻擊不明物體，最後那不明的物體竄了回去，2人立刻衝到對面房間，發現一條毒蛇以及被咬死的詹姆斯。 | [ 18 ]        |
| 工程師拇指探案 | 1892年3月  | 工程師維克多·海瑟里在大拇指被砍斷後，幸運地找到華生醫生的住所接受治療，之後向華生與福爾摩斯敘述他的經過。海瑟里說他在當日接到一件50畿尼的差事，但僱主萊桑德·史塔克要求海瑟里不能洩密，僅告知他說要檢修一台將漂白土壓製成磚的機器。海瑟里之後搭上裝有毛玻璃的馬車，抵達一處不知在哪的地點。當維克多協助檢修完機械後，發現機械上有一層金屬沉積物，從而懷疑這台機械不是用來壓制漂白土用。然而這舉動引來史塔克的攻擊，導致維克多在逃跑時大拇指被砍斷。福爾摩斯事後推斷那台機械是用來鑄造假幣用，並估算出史塔克的藏身處。當眾人到達該地時，發現整間房子已著火，犯罪分子也早已逃脫了。 | [ 19 ]        |
| 單身貴族探案   | 1892年4月  | 羅伯特·聖西蒙勳爵正準備與他的美國妻子海蒂·杜蘭結婚，但妻子在完婚後突然離奇失蹤。事發當日，聖西蒙勳爵的舊識弗洛拉·米勒前來鬧場被阻，海蒂在婚禮早餐離席後被人看到與女僕低聲交談過，之後消失無蹤。雷斯垂德探長隨後前來聲稱警方在海德公園九曲湖發現海蒂的婚紗及婚戒，而福爾摩斯也很快地解開整個謎團，推論海蒂在一家酒店，與一名於婚禮儀式上幫忙撿起捧花的神祕男子在一起。這名男子最後證實是海蒂的丈夫弗朗西斯·莫爾頓，而海蒂原先以為莫爾頓在一次礦場襲擊事件中喪生，一年過後決定改嫁給聖西蒙勳爵，最後在婚禮儀式上遇到莫爾頓。2人在福爾摩斯的勸說下，依約與聖西蒙勳爵供出這一切。 | [ 20 ]        |
| 綠玉冠探案     | 1892年5月  | 銀行家亞歷山大·霍爾德前來雇用福爾摩斯調查是誰弄壞抵押品綠玉冠，他聲稱事發當時被噪音吵起，隨後看見他的兒子亞瑟手拿著破損的皇冠。亞瑟事後拒絕透漏任何一句，既不內疚地承認罪刑也不企圖辯解自己的清白。福爾摩斯抵達霍爾德的住處後，依靠屋外積雪的腳印推論是霍爾德的侄女瑪麗與她的情人喬治·伯恩韋爾爵士共謀這起犯罪，而亞瑟則是案發當時的目擊者。亞瑟為了奪回綠玉冠，與喬治發生扭打，而綠玉冠也在這時損壞。事後亞瑟拒絕透漏一切，試圖掩飾瑪麗的罪行。 | [ 21 ]        |
| 紅樺莊探案     | 1892年6月  | 薇奧麗特·杭特小姐獲得一份家庭教育工作，但這份工作卻夾雜包括剪短頭髮等許多不尋常的條件，然而工資卻非常豐厚，感覺到怪異的薇奧麗特前來諮詢福爾摩斯是否該接這份工作。最後福爾摩斯告訴薇奧麗特若有需要可隨時聯絡他，而薇奧麗特也決定接下這份工作。薇奧麗特在那裏經歷一系列奇怪的事件，甚至還發現連接主屋的廂房是密封的，這迫使她向福爾摩斯求救。福爾摩斯推論有人被關在廂房內，但當福爾摩斯、華森、薇奧麗特3人闖入廂房時，發現房內已空無一人。薇奧麗特的雇主魯卡斯爾先生後來怒氣沖沖跑進來，控告3人私自釋放囚犯，並立刻衝到樓下試圖放出惡犬攻擊眾人。那狗從牢籠釋放後，卻先攻擊魯卡斯爾先生。事件落幕後，得知魯卡斯爾先生囚禁她的女兒愛麗絲，並雇傭薇奧麗特冒充她，讓愛麗絲的未婚夫福勒相信她不再對他有興趣。愛麗絲最後成功逃脫，並與福勒結婚。 | [ 22 ]        |

## 大眾評價

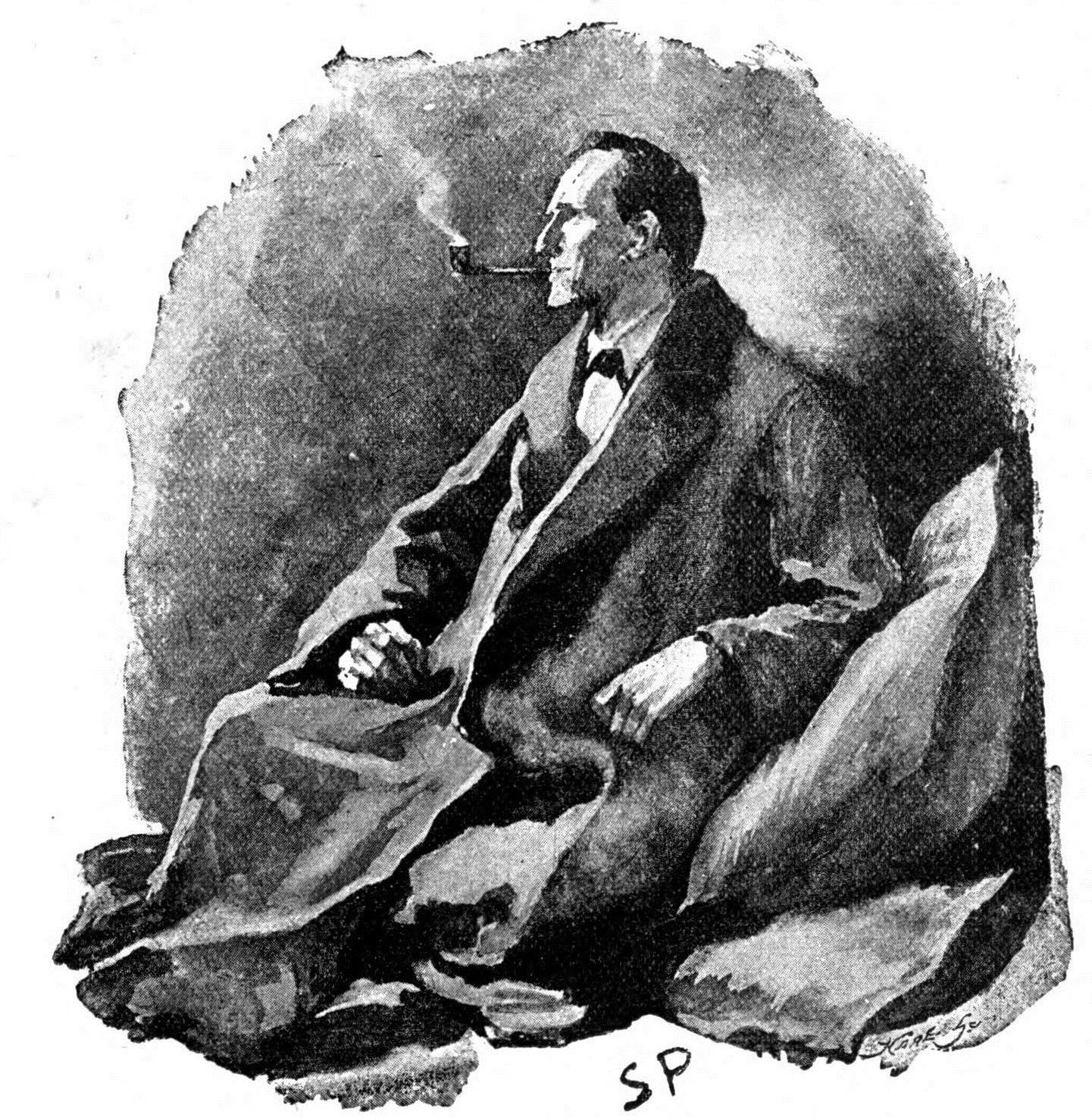
夏洛克·福爾摩斯正坐著推理整個案情經過，此插圖由西德尼·帕格特創作，收錄在《歪嘴的人》一文中。

《福爾摩斯冒險史》系列在《河岸杂志》受到好評，當首篇《波希米亞醜聞》於1891年7月出版後，《赫爾每日郵報》評價柯南·道爾是位傑出的創造性天才。在《福爾摩斯冒險史》系列刊登完時，《貝爾法斯特新聞報》刊登另一名《河岸杂志》的作者評論，他在那則評論評價這或許是一年前受到大量關注的作品，然而柯南·道爾獨特地寫作能力與品質之間的落差可在這系列的作品間發現。《里兹信使报》稱讚柯南·道爾利用許多怪僻及細節來點綴福爾摩斯的特徵，然而《切爾滕納姆觀察者期刊》卻評論福爾摩斯有時候讓人感到相當沉悶，並指出在描述福爾摩斯的弱點時顯得令人生厭。《漢普郡電訊報》的記者則感慨地表示道爾更有思想的作品如《麥卡·克拉克》並沒有像福爾摩斯系列受到歡迎，同時總結當一位作家在撰寫文章時，也不得不為了迎合大眾喜愛而付出代價。

## 改編作品
夏洛克·福爾摩斯系列作品已多次在電影及戲劇間經歷改編，在超過200部電影中，福爾摩斯這一腳色曾由70多位演員飾演過。許多電影及電視劇都有以《夏洛克·福爾摩斯冒險史》為標題的影集，但這當中有一部分是經過改編的故事，或是將多個道爾撰寫的故事重新組合，甚至改編原著四簽名的情節，並冠以此標題上市。艾琳·艾德勒僅在本系列的波希米亞醜聞出場過一次，之後就未再現身過，然而在現在的改編作品中，時常會引用她來當作重要腳色。通常在現代的改編中，艾琳·艾德勒被描繪成是福爾摩斯愛慕的人，例如羅伯特·達赫蒂的《福爾摩斯與華生》，以及英國廣播公司的《新世紀福爾摩斯》，儘管這些改編故事在戲劇中仍聲稱福爾摩斯對艾琳·艾德勒情感並非與愛情相似。本系列中的許多短篇故事都被收錄在ITV格拉納達改編系列電視劇《夏洛克·福爾摩斯》中，這系列電視劇從1984年播放至1994年。BBC廣播四台在1990年至1991年將《福爾摩斯冒險史》戲劇化，由克萊夫·梅里森飾演夏洛克·福爾摩斯，邁克爾·威廉斯飾演約翰·華生。伯特·科爾斯是首席編劇，但故事情節編寫同時與文森特·麥克納尼（Vincent McInerny）及彼得·麥基（Peter Mackie）共同完成，導演一職則由帕特里克·瑞納（Patrick Rayner）與恩德·威廉姆斯（Enyd Williams）共同擔任。

### 引用
1. 1 2 3 4  Dudley Edwards, Owen. .  線上版. 牛津大學出版社. 2013 [2004]. doi:10.1093/ref:odnb/32887. 需要订阅或英国公共图书馆会员资格（英文）
2. 1 2  Doyle & Klinger 2005，第xxx頁.
3. ↑  . History. A+E Networks.   [2015-05-06]. （原始内容存档于2019-08-25） （英语）.
4. ↑  Doyle & Klinger 2005，第xxxii頁.
5. ↑  Drake 2009，第114頁.
6. ↑  Caplan 1982，第1112–1114頁.
7. ↑  Borges, Andre. . dna (Mumbai: Diligent Media Corporation). 2014-01-06  [2015-05-06]. （原始内容存档于2019-08-19） （英语）.
8. ↑  . BBC News. 2007-04-30  [2015-06-06]. （原始内容存档于2019-08-19） （英语）.
9. ↑  . The Bend Bulletin（英语：The Bulletin (Bend)） (Bend, Oregon: Robert William Sawyer). 1940-12-27: 3  [2015-06-06]. （原始内容存档于2017-04-05） （英语）.
10. ↑  Doyle & Klinger 2005，第5頁.
11. ↑  Doyle & Klinger 2005，第138頁.
12. ↑  Doyle & Klinger 2005，第41頁.
13. ↑  Doyle & Klinger 2005，第74頁.
14. ↑  Doyle & Klinger 2005，第101頁.
15. ↑  Doyle & Klinger 2005，第133頁.
16. ↑  Doyle & Klinger 2005，第159頁.
17. ↑  Doyle & Klinger 2005，第197頁.
18. ↑  Doyle & Klinger 2005，第227頁.
19. ↑  Doyle & Klinger 2005，第264頁.
20. ↑  Doyle & Klinger 2005，第291頁.
21. ↑  Doyle & Klinger 2005，第319頁.
22. ↑  Doyle & Klinger 2005，第351頁.
23. 1 2  . Leeds Mercury. 1892-11-21: 8  [2015-06-09]. （原始内容存档于2020-05-14） –英国报纸档案（英语：British Newspaper Archive） （英语）.
24. ↑  . Hull Daily Mail. 1891-07-17: 3  [2015-06-09] –英国报纸档案（英语：British Newspaper Archive） （英语）.
25. ↑  . Belfast News Letter. 1892-08-17: 7  [2015-06-09]. （原始内容存档于2020-05-14） –英国报纸档案（英语：British Newspaper Archive） （英语）.
26. ↑  . Cheltenham Looker-On. 1892-12-03: 17  [2015-06-09]. （原始内容存档于2020-05-14） –英国报纸档案（英语：British Newspaper Archive） （英语）.
27. ↑  . Hampshire Telegraph. 1892-12-03: 2  [2015-06-09] –英国报纸档案（英语：British Newspaper Archive） （英语）.
28. ↑  Fox, Chloe. . The Daily Telegraph (London: Telegraph Media Group). 2009-12-15  [2015-06-08]. （原始内容存档于2019-08-12） （英语）.
29. ↑  . British Film Institute.   [2015-06-08]. （原始内容存档于2018-08-23） （英语）.
30. ↑  . British Film Institute.   [2015-06-08]. （原始内容存档于2018-08-14） （英语）.
31. ↑  Carl Bennett. . The Progressive Silent Film List. 2000  [2010-08-09]. （原始内容存档于2010-08-02） （英语）.
32. 1 2  Thompson 2013，第83–85頁.
33. ↑  Howell, Anna. . Unreality TV. 2013-04-19  [2015-06-08]. （原始内容存档于2015-06-10） （英语）.
34. ↑  . British Film Institute.   [2015-06-08]. （原始内容存档于2019-07-11） （英语）.
35. ↑  Bert Coules. . The BBC complete audio Sherlock Holmes.   [2016-12-12]. （原始内容存档于2019-08-13） （英语）.

## 外部連結
- The Adventures of Sherlock Holmes - 古腾堡计划
- LibriVox中的公有领域有声书《福爾摩斯冒險史》
- The Adventures of Sherlock Holmes at Outlaws Old Time Radio Corner